# Вирус (альбом)
«Вирус» — второй полноформатный студийный альбом российской рок-группы Tequilajazzz, выпущенный в начале 1997 года фирмой грамзаписи «Фили». «Поклонники так долго ждали новый альбом, что успели заучить весь материал, который в нем содержался, на концертах». Альбом записан на студии группы «ДДТ». Клипы сняты на композиции «Пистолет», «Звери», «Бай-бай-бай».
Сергей Степанов (zvuki.ru): «краеугольный камень русскоязычной альтернативы (в 97-м это понятие было очень даже в ходу) и попросту блестящая пластинка»
Альбом переиздан на виниле в 2018 году по поводу 30-летия фирмы грамзаписи «Фили». По словам Игоря Тонких: «Он мне особенно дорог как первый полноценный альбом группы из пяти, оригинально изданных на Feelee, к тому же оформленный моими фотографиями, сделанными на вечном приколе паровозов в степях Казантипа. На виниле издается впервые, оригинальное оформление в альбомном конверте (gatefold)».

## Список композиций
Слова и музыка — Евгений Федоров и Tequilajazzz
| №                   | Название             | Длительность |
| ------------------- | -------------------- | ------------ |
| 1.                  | «Камера»             | 4:08         |
| 2.                  | «Бей, барабан»       | 4:03         |
| 3.                  | «Далеко»             | 3:56         |
| 4.                  | «Самолёт»            | 5:01         |
| 5.                  | «Никогда не вернусь» | 4:35         |
| 6.                  | «Пистолет»           | 2:58         |
| 7.                  | «Звери»              | 5:40         |
| 8.                  | «Полетел»            | 3:53         |
| 9.                  | «Пуля (Ага)»         | 4:22         |
| 10.                 | «Его собаки»         | 5:09         |
| 11.                 | «Вирус»              | 3:10         |
| 12.                 | «Бай-бай-бай»        | 4:30         |
| Общая длительность: | Общая длительность:  | 52:24        |

## Участники записи
Tequilajazzz
- Евгений Фёдоров — бас, вокалы
- Константин Фёдоров — гитары
- Александр Воронов — барабаны

приглашённые музыканты
- Tequilajazzz, Вадик Захаров, Роман Данцис — бэк-вокал в «Вирус», «Пистолет»
- Андрей Муратов, Константин Фёдоров — фортепиано в «Звери»